# IES Canarias Cabrera Pinto
El Instituto Canarias Cabrera Pinto, conocido años atrás como Instituto de Canarias, es un centro educativo público localizado en  la ciudad canaria de San Cristóbal de La Laguna, en Tenerife (España). Fue fundado por orden real el 21 de agosto de 1846 y es el heredero de la  Universidad Literaria de San Fernando, que desapareció en 1845. Destaca por haber sido tanto la primera Universidad de Canarias (aunque ya no se realizan estudios superiores en el mismo), como el primer y más antiguo instituto en activo de toda Canarias (fue transformado en instituto de enseñanzas medias en 1846). Permaneció setenta años, concretamente desde 1846 hasta 1916, siendo el único instituto de Canarias, hasta que se creó el Instituto de Las Palmas. Durante décadas, el centro tuvo gran importancia para la culturización y la conexión con el territorio peninsular en Canarias, al poseer tanto la primera biblioteca provincial como la primera estación meteorológica del archipiélago. 
Está ubicado en la calle San Agustín, y consta de dos infraestructuras principales: el antiguo convento agustino, donde se localizan las aulas de Secundaria, la secretaría, el salón de actos, sus jardines y antiguos claustros, la biblioteca, y su museo. Al otro lado de la calle se sitúan  el edificio más moderno dedicado a la enseñanza de Bachillerato, las instalaciones deportivas, los laboratorios y los departamentos de las distintas asignaturas. Posee aproximadamente 29 clases de ESO, 2 clases de PMAR, 20 de Bachillerato diurno y 4 grupos de Bachillerato semipresencial  nocturno. El centro cuenta con 1073 alumnos, 127 docentes y un número total de personal laboral (administración y servicios) de 11 personas. 

## Historia

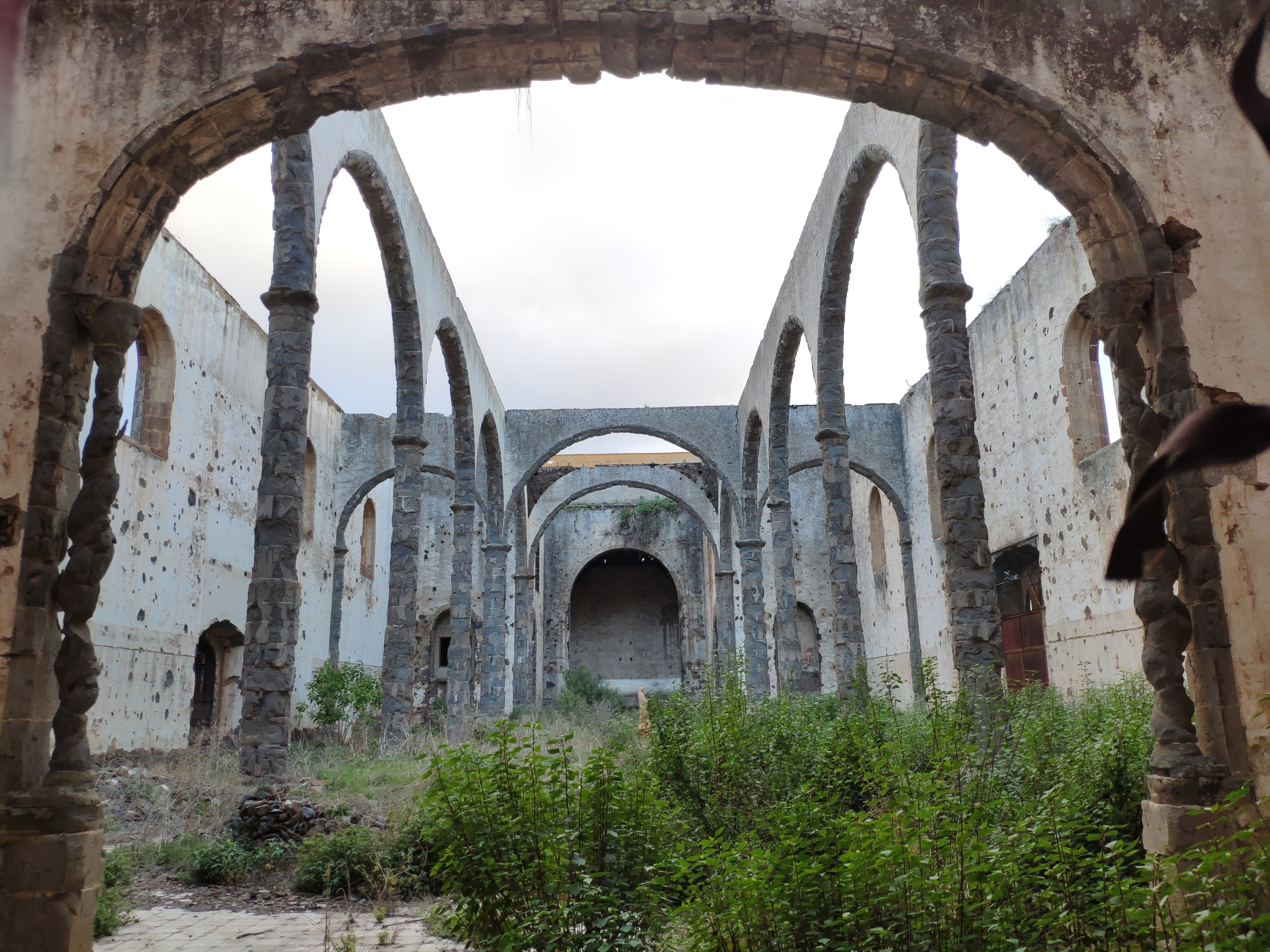
Restos quemados de la iglesia de San Agustín, anexa al edificio histórico

En 1845 se suprimió definitivamente la Universidad Literaria de San Fernando con la publicación del Plan General de Estudios, conocido como Plan Pidal que en su artículo 67 reducía a 10 las universidades españolas al tiempo que disponía que "las de Canarias, Huesca y Toledo se convertirán en institutos de segunda enseñanza". De ese modo el Instituto de Canarias heredó las rentas y las instalaciones para pasar a ser un centro de enseñanzas medias que dependía de la Universidad de Sevilla. 
Guillermo Rancés (abogado, político y periodista) que fue nombrado subsecretario de la Presidencia del Consejo de Ministros y, en 1893, subsecretario del Ministerio de Instrucción Pública y Bellas Artes, siendo ministro interino del mismo en dos ocasiones, durante la ausencia del titular, en 1903 (del 29 de septiembre al 7 de octubre) y 1904 (del 7 al 16 de mayo). Participó en la refundación de la Universidad de la Laguna junto con Adolfo Cabrera Pinto, junto al que también fundó el Instituto de Estudios Canarios, este instituto, cuya plaza frontal del edificio histórico tiene su nombre en la actualidad.
En el año 2006, se produjo un documental sobre la historia del centro, dirigido por Santiago Ríos y documentado por Javier Mederos, bajo el título Instituto Canarias Cabrera Pinto, en el que intervinieron antiguos alumnos del centro, como Eliseo Izquierdo y María Rosa Alonso además de otros miembros destacados del propio centro y de la Universidad de La Laguna.

Hoy tiene la ciudad de La Laguna, como resto de su antiguo esplendor, [….] el instituto de Segunda Enseñanza de estas mismas islas. Ocupa el local de un antiguo convento y en donde estuvo algún tiempo la Universidad Canaria. Es un rincón de singular sosiego, un remanso de quietud que solicita al estudio. El patio es un encanto [….]
 Miguel de Unamuno, Por tierras de Portugal y de España

## Museos

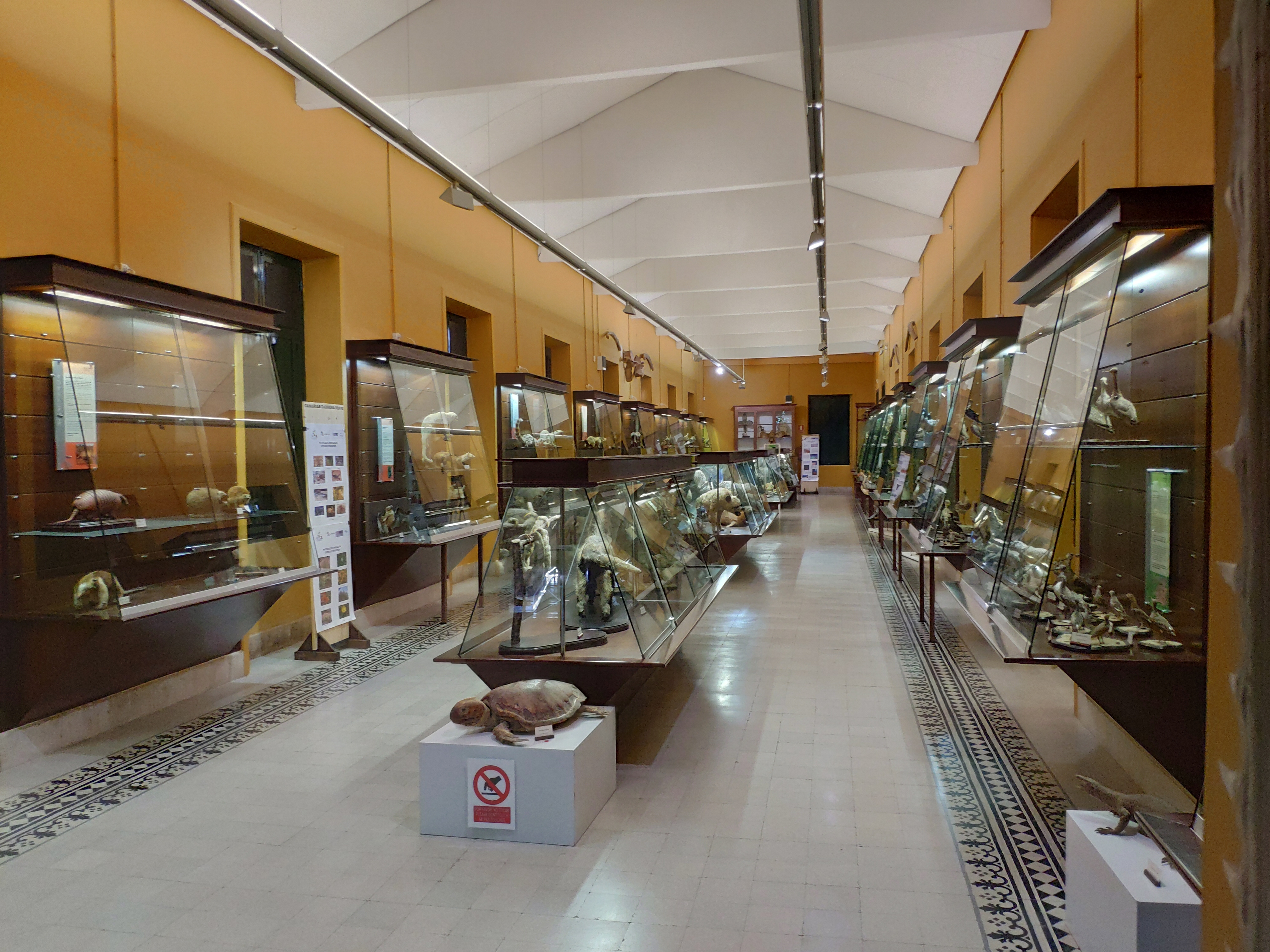
Museo Agustín Cabrera Díaz de Historia Natural

El IES Cabrera Pinto posee tres salas de exposición muy destacables. El museo de ciencias naturales, el museo de antropología y la sala Blas Cabrera Felipe. Los tres están ubicados en el edificio histórico del instituto. 
En el museo de ciencias naturales se encuentra una gran colección de animales disecados. Además, en numerosas ocasiones se realizan exposiciones al público, en las que se muestra alguna sección de dichos animales. 
En el museo de antropología están las colecciones de yacimientos arqueológicos, encontrados en los fondos de la antigua Universidad de San Fernando, y yacimientos arqueológicos de la zona norte de la isla.
En la sala Blas Cabrera Felipe se encuentran gran variedad de objetos y herramientas tecnológicas claves en la revolución científica. Durante todo el año, un grupo de personas jubiladas, se reúnen para ir renovando y intercambiando todos los objetos, asegurando una distinta visión de museo. 
Los nombres de las salas de exposición son los siguientes: 
- Sala Agustín Cabrera Díaz de Historia Natural
- Sala Blas Cabrera y Felipe de aparatos científicos
- Sala Anatael Cabrera Díaz de Humanidades (antropología)

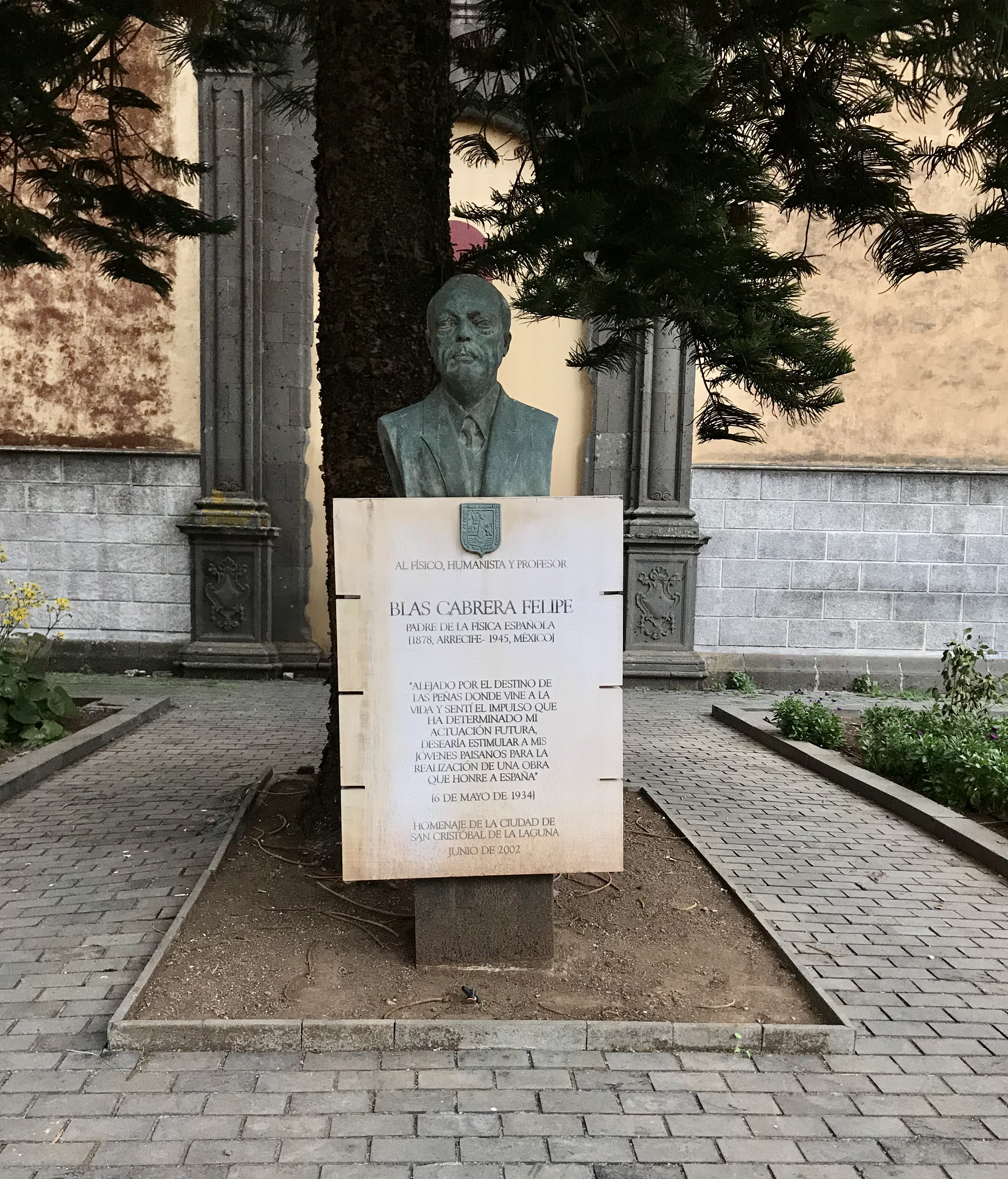
Busto de Blas Cabrera Felipe

## Proyectos y programas
El IES Cabrera Pinto posee diferentes proyectos voluntarios para el alumnado como el programa CLIL (Content and Language Integrated Learning) que consiste en el aprendizaje y enseñanza de diferentes materias mediante el inglés como principal lengua, con el objetivo de un aprendizaje de contenidos simultáneo entre la lengua extranjera y la materna. Este programa se implantó a partir del curso 2005-06 exclusivamente en la ESO y ha tenido un impacto muy positivo en la comunidad escolar, mejorando la competencia comunicativa del alumnado, fomentando la implicación de las familias, y favoreciendo la colaboración entre el equipo de profesores.
Otro programa destacable es el EMILE (Enseignement d'une Matière par l'Intermédiaire d'une Langue Étrangère), muy similar al CLIL. Se estableció en el curso 2016-17. La diferencia radica en que el idioma en el que se imparten las diferentes asignaturas es el francés en vez del inglés. A este programa pueden acceder los estudiantes de toda la ESO. 
Por último, también posee el programa deBachibac, que comparte objetivos con los dos anteriores pero que a diferencia de estos, es ofrecido en Bachillerato, centrándose nuevamente en la utilización del francés como idioma principal. Se puede cursar tanto en España como en Francia y permite una doble titulación del Bachillerato Francés y del Bachillerato Español.

## La Fuga de San Diego

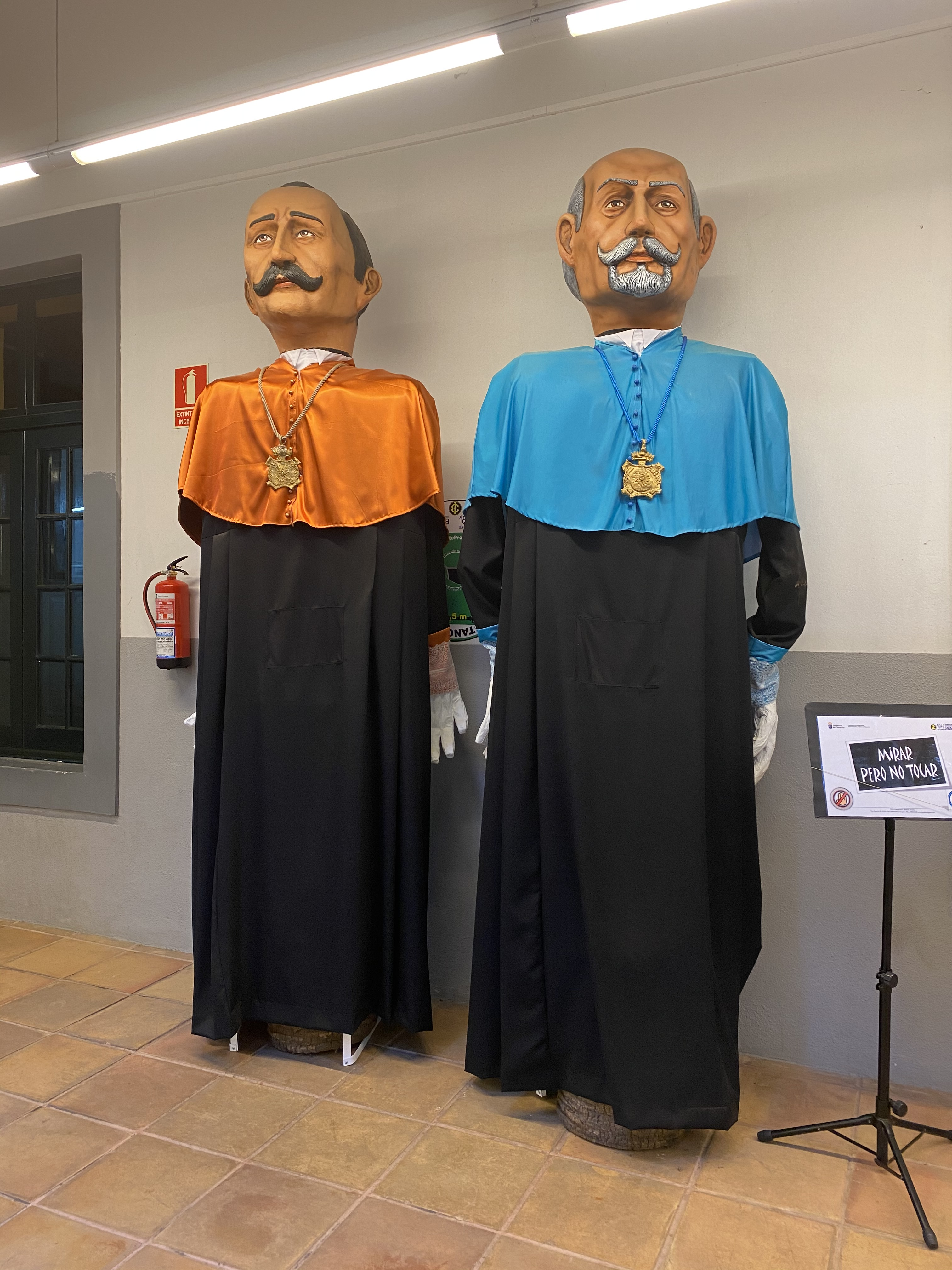
Cabezudos que representan a los profesores Diego Jiménez de Cisneros y Hervás; y Adolfo Cabrera-Pinto, en el instituto

Una de las tradiciones estudiantiles más populares surgidas en el IES Canarias Cabrera Pinto es la popular Fuga de San Diego cada 13 de noviembre. No es una fiesta oficial, pero tiene un gran seguimiento. Esta tradición tuvo su origen en 1919, tras la llegada en 1918 del catedrático Diego Jiménez de Cisneros y Hervás, quien quiso impedir que los alumnos acudieran a la romería de San Diego poniéndoles un examen el día de San Diego. Pero estos no asistieron a clase, lo que se repitió anualmente durante su estancia en el instituto, hasta 1928 en que se trasladó a Almería, convirtiéndose desde entonces en una tradición que se viene repitiendo cada año.
Originalmente los alumnos iban a honrar a San Diego de Alcalá en su ermita situada en extramuros de la ciudad de La Laguna. Los estudiantes debían contar los botones de la estatua del fundador del convento (actual ermita), Juan de Ayala y Zúñiga. Se decía que si acertaban ese número, aprobarían sus exámenes. Actualmente los alumnos no acuden a la ermita, salvo algunos grupos del Instituto Canarias Cabrera Pinto y del instituto San Benito y otros grupos de estudiantes universitarios, pero sigue manteniéndose por la mayor parte del alumnado la tradición de no acudir ese día a clase. Esta tradición se ha extendido en la actualidad a los diferentes colegios, universidades e institutos de secundaria del resto del archipiélago canario.

## Los claustros

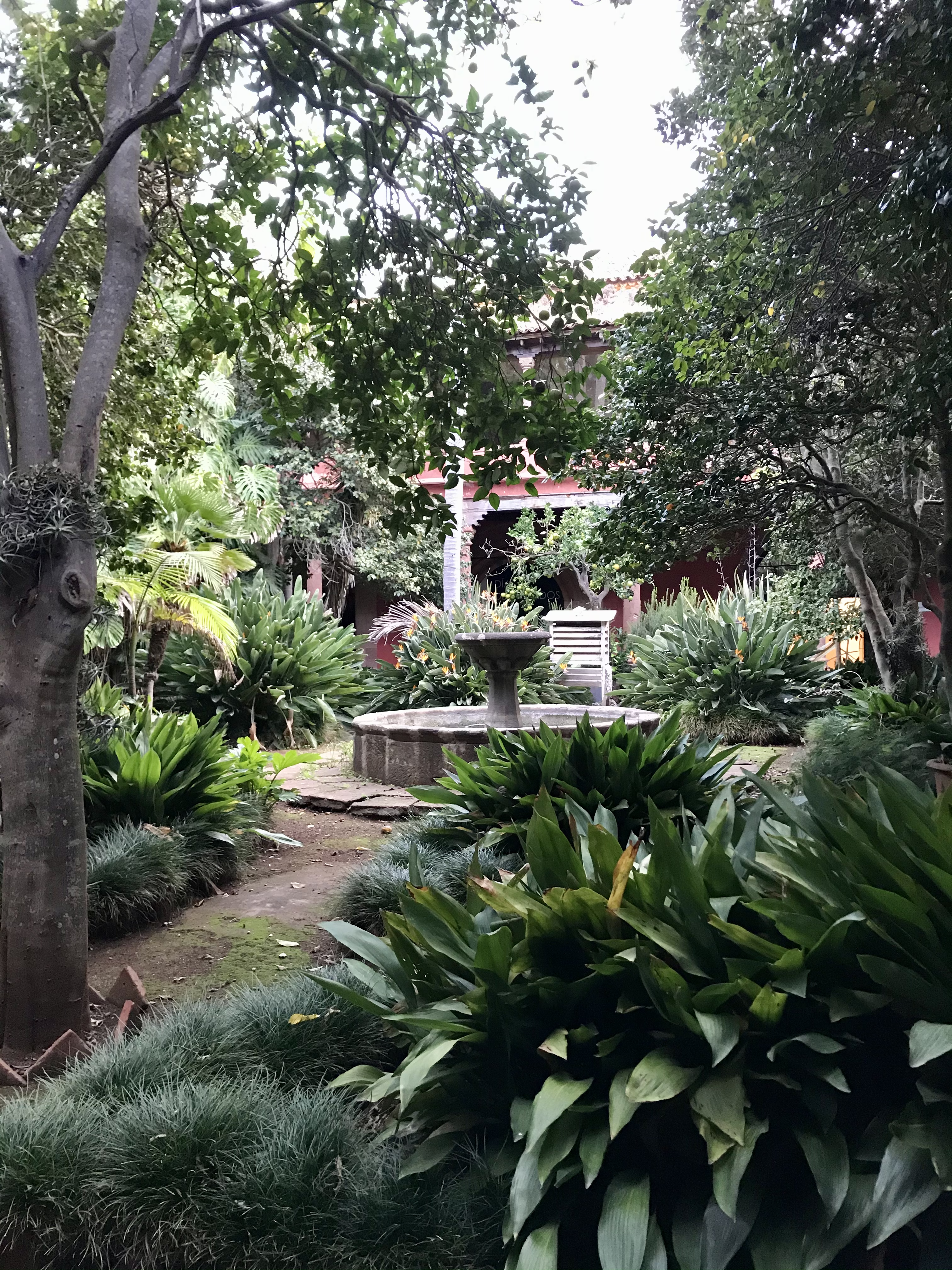
Fuente y estación meteorológica en el "patio de los naranjos", IES Canarias Cabrera Pinto

El convento agustino, que actualmente alberga el edificio antiguo del instituto, estaba organizado en torno a dos claustros. Uno de ellos, según proponen los historiadores que han estado estudiando su proceso de edificación, se habría construido ya hacia 1524. El claustro principal es un magnífico ejemplo de la arquitectura del siglo XVI, constituye una temprana manifestación del Renacimiento en Canarias y en él se han señalado influencias portuguesas.
Esta parte del convento se convirtió, por tanto, en un espacio culto. Según investigadores recientes, en el ángulo noroeste del claustro principal se encontraría la capilla del Capítulo, donde los frailes  tendrían sus reuniones y votaciones. 
La galería superior, más baja, tiene también columnistas pétreas con capiteles de variadas formas que soportan la cubierta a una sola agua que cae hacia el jardín. Además. durante  una restauración durante 1993, se descubrió de manera accidental una cripta en la esquina noreste de dicho claustro. Se trata de un habitáculo rectangular, con paredes y bóveda labradas en canteria roja, en la que a su vez se hallaron dos cadáveres, con sus respectivas vestimentas, dispuestos similarmente en ataúdes de pino. También se hallaron restos de siete individuos más y un osario en la tierra. Los cuerpos fueron identificados como dos varones de mediana edad pertenecientes a la familia Salazar de Frías.
El segundo claustro de servicio, carece de las columnas de piedra principal, estando sostenidas las galerías altas por esbeltas columnas de madera sobre basas pétreas. Los claustros se comunicaban por un arco, por él pasaban las procesiones que en distintas celebraciones recorrían los dos claustros, saliendo de la iglesia y volviendo a ella. 
Así en un claustro como en el otro había pilas de agua, que tenían tanto una función ornamental como práctica, para el riego de las plantas que en ellos crecían. El primero de los claustros, el principal, era llamado “patio de los naranjos”. El segundo es conocido como “patio de los cipreses”. 
En el periodo de la Universidad Literaria se hicieron algunas reformas en el edificio. Fueron arreglados el salón de actos y la biblioteca, varias dependencias conventuales, entre ellas las antiguas capillas y el granero, fueron transformadas en aulas. A pesar de estas obras, el convento mantuvo lo esencial de su estructura arquitectónica: los dos claustros, las paredes maestras y los arcos antiguos.

## Salón de actos
El salón de actos es el espacio del instituto donde han tenido y tienen lugar principalmente las ceremonias públicas. En los primeros tiempos del Instituto se le denominaba sala de grados.  
En esta sala sus paredes están decoradas con varias obras como los dos dos retratos gemelos de Fernando VII y su hermano Carlos María Isidro, pintados por el pintor tinerfeño Luis de la Cruz y Ríos en 1817.  
Destacan los cuadros que se encuentran cedidos por el Museo del Prado, y que son: 
"Muerte de Churruca en Trafalgar" (1892), de Eugenio Álvarez Dumont (1864-1927).
"Rinconete y Cortadillo" (1881), de Arturo Montero y Calvo (1859-1887).
"Playa" (1897), de Antonio de la Torre y López (1862-1918).
"La vuelta del trabajo" (1909), de José Pueyo Matanza (1895-1935).
"Una victoria más" (h. 1886), de Serafín Martínez del Rincón y Trives (1840-1892).
"Carnicero romano" (h. 1892), de José Juliana y Albert (1841-1907).
"Amigos inseparables" (h. 1895), de Jaime Garnelo Fillol (1870-1899).
"Último sueño de una virgen" (1895), Manuel Villegas Brieva (1871-1923).
"Recolección de higos chumbos en Granada" (h. 1901), de Carlos Vázquez Úbeda (1869-1944).
Entre otras obras más como las "Las uveras", de Eduardo Chicharro (1873-1949).

## Directores y docentes ilustres
- Leoncio Afonso Pérez. Catedrático de Enseñanza Media y Director, 1969-1985.
- Adolfo Cabrera-Pinto Pérez. Catedrático de Geografía e Historia y Director Honorario, 1901-1925
- Agustín Cabrera Díaz. Catedrático de Historia Natural y Director, (durante 23 años, después de Adolfo) 1925-1948.

## Alumnos ilustres

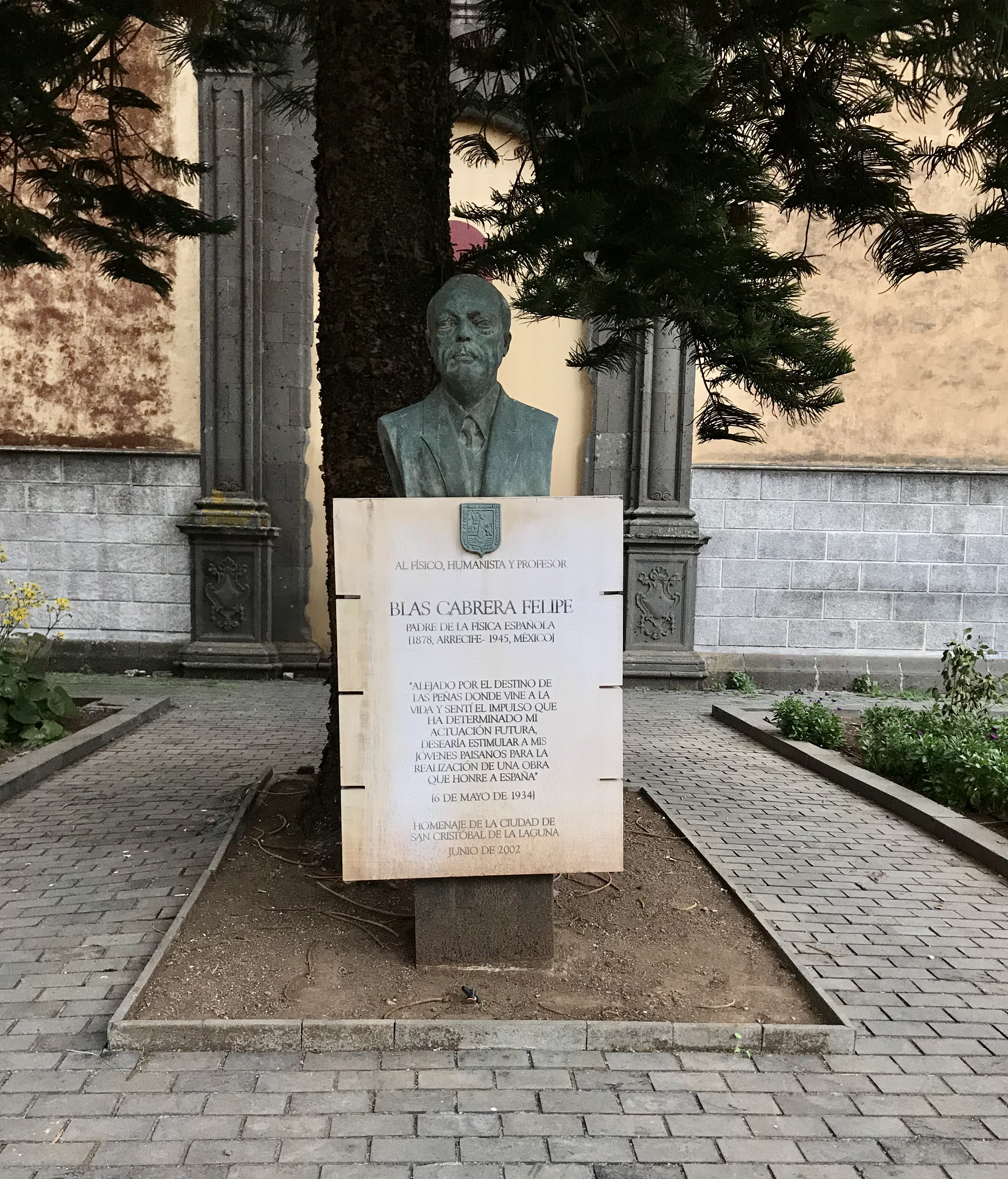
Busto de Blas Cabrera y Felipe

- Benito Pérez Galdós : escritor español (1843-1920),  considerado uno de los mejores representantes de la novela realista del siglo XIX (no solo en España), además de un narrador capital en la historia de la literatura de la lengua española.
- Óscar Domínguez : pintor surrealista español (1906-1957), perteneciente a la generación del 27.
- Juan Negrín : médico, filósofo y político español (1892-1956), presidente del Gobierno de la II República durante la guerra civil española y en el exilio.
- Blas Cabrera y Felipe : físico español (1878-1945), considerado uno de los científicos españoles con más relevancia de la historia. Tiene su propio busto en la plaza Guillermo Rancés del IES Cabrera Pinto.
- Luis Herrera Mesa : biólogo español con el Premio Humboldt. Fue profesor de biología y catedrático de zoología. En la actualidad es catedrático emérito del departamento de biología ambiental.
- Blas Pérez González : jurista y catedrático de universidad y político español (1898-1978), que desempeñó el Ministerio de la Gobernación durante el Franquismo entre 1942 y 1957.
- Agustín Espinosa : poeta y narrador español (1897-1939), que estudió en el IES Cabrera Pinto entre 1911 y 1914. También ejerció como ayudante de las aulas de Lengua y Literatura en La Universidad de La Laguna, desde 1924 hasta 1925.
- Nácere Hayek: matemático español de ascendencia libanesa (1922-2012), fundador de la Facultad de Matemáticas de la Universidad de La Laguna.
- María Rosa Alonso: profesora filóloga y ensayista canaria (1909-2011).
- Juan Bethencourt Alfonso: importante historiador y médico canario (1847-1913). Escribió los tres tomos de la colección de libros de historia canaria "Historia del Pueblo Guanche" (1847-1913).
- Francisco Bonnin Guerín: pintor, acuarelista y decorador (1874-1963).
- Luis Rodríguez Figueroa: escritor y político canario (1875-1936).
- José Molina Orosa: médico lanzaroteño (1883-1966), director del Hospital de Nuestra Señora de los Dolores, en Arrecife. El actual Hospital Universitario Doctor José Molina Orosa lleva su nombre en su honor.
- José Aguiar: pintor y muralista que estudió en el IES Cabrera Pinto (1895-1976).
- Ángel Romero